# Додонов, Борис Игнатьевич
Борис Игнатьевич Додонов (9 января 1923, Симферополь — 3 мая 1985, Симферополь) — советский психолог, специалист в области психологии эмоций, создатель концепции эмоциональной направленности личности.

## Биография
Родился 9 января 1923 года в Симферополе. В 1950 г. окончил Крымский педагогический институт им. М. В. Фрунзе. Учился в аспирантуре НИИ психологии АПН РСФСР, в 1962 г. защитил кандидатскую диссертацию. В 1980 г. защитил докторскую диссертацию в Институте психологии АН СССР. Работал в Симферопольском университете, профессор.
Умер 3 мая 1985 года в Симферополе.

## Научная деятельность
Основное направление работ Б. И. Додонова — изучение взаимосвязи эмоций и личности. Согласно его
концепции, эмоция имеет двойственную природу и выполняет не только оценочную функцию, но и является для человека особой
ценностью. Природной основой этой ценности выступает присущая человеку органическая потребность в эмоциональном
насыщении. На основе этой потребности в ходе социализации формируется индивидуализированная потребность человека в
переживаниях определенного типа, выступающих для него как самостоятельная ценность. Б. И. Додонов эмпирически описал десять
таких типов ценных эмоций в соответствии с ситуациями, в которых они возникают: альтруистические (помощь и сопереживание
другому), коммуникативные (общение с другими), праксические (процесс и результаты деятельности), глорические (слава и
достижения), гностические (познание), пугнические (борьба и соревнование), романтические (восприятие таинственного),
эстетические (восприятие прекрасного), гедонистические (душевный и телесный комфорт), акизитивные (приобретение и
накопление). Стремление человека к эмоциям
определённого типа характеризует его общую эмоциональную направленность. По данным Б. И. Додонова, эта направленность
соотносится с другими составляющими структуры личности, способствует развитию его жизненных и профессиональных предпочтений,
определяет характерный для него тип воспоминаний и фантазий. Для исследования эмоциональной направленности Б. И. Додоновым был
разработан метод компонентного анализа эмоционального содержания интересов, мечтаний и воспоминаний. Также в работах Б. И. Додонова была обоснована идея о том, что типологическое своеобразие эмоциональной
направленности личности не противоречит, а наоборот, является важным фактором её гармонического развития .

## Основные работы
- Додонов Б. И. Эмоция как ценность. — М.: Политиздат, 1977. — 272 с.
- Додонов Б. И. Направленность, характер и типичные переживания человека // Вопросы психологии. — 1970. — № 1. — С. 28-38.
- Додонов Б. И. О сущности интересов и подходе к их исследованию // Советская педагогика. — 1971. — № 9. — С. 72-82.
- Додонов Б. И. Типы общей эмоциональной направленности людей и тенденции структурирования их эмоциональной сферы // Вопросы психологии. — 1972. — № 1. — С. 45-55.
- Додонов Б. И. Потребности, отношения и направленность личности // Вопросы психологии. — 1973. — № 1. — С. 18-28.
- Додонов Б. И. Классификация эмоций при исследовании эмоциональной направленности личности // Вопросы психологии. — 1975. — № 6. — С. 21-33.
- Додонов Б. И. Компонентный анализ эмоционального содержания интересов, мечтаний и воспоминаний человека // Вопросы психологии. — 1977. — № 2. — С. 145-155.
- Додонов Б. И. Задача формирования нового человека и некоторые вопросы психологии личности // Вопросы психологии. — 1981. — № 5. — С. 22-33.
- Додонов Б. И. Структура и динамика мотивов деятельности // Вопросы психологии. — 1984. — № 4. — С. 126-130.
- Додонов Б. И. Гармоническое развитие и типологическое своеобразие личности // Психология формирования и развития личности  / Под ред. Л. И. Анцыферовой. — М.: Наука, 1981. — С. 284-304.
- Додонов Б. И. О так называемой «информационной» теории эмоций // Психологический журнал. — 1983. — Т. 3, № 2. — С. 104-116.
- Додонов Б. И. О системе «Личность» // Вопросы психологии. — 1985. — № 5. — С. 36-45.
- Додонов Б. И. В мире эмоций. — М.: Политиздат, 1987. — 140 с.